# Compsospiza
Genre
Le genre Compsospiza regroupe deux espèces d'oiseaux appartenant à la famille des Thraupidae.

## Espèces
Selon la classification de référence du Congrès ornithologique international (version 2.8, 2011) :
- Compsospiza garleppi – Chipiu de Cochabamba
- Compsospiza baeri – Chipiu de Tucuman